# Континентальная армия в сражении при Брендивайне
Во время сражения при Брендивайне 11 сентября 1777 года Континентальная армия под командованием Джорджа Вашингтона насчитывала, по общепринятой версии, 12 000 регуляров и 3 000 ополченцев.

## Континентальная армия

### Левое крыло
Дивизия генерал-майора Джона Армстронга (2000 человек)
- 1-я бригада пенсильванского ополчения, бригадный генерал Джеймс Поттер[англ.]
  - Полк округа Филадельфия, Мур
  - Полк округа Филадельфия, полк. Бенжамин Маквоу
  - Полк округа Бакс, май. Джон Фолвелл
  - Полк округа Ланкастер, полк. Джеймс Уотсон
  - Полк округа Беркс, полк. Даниель Хантер
  - Полк округа Йорк, полкю Джеймс Томпсон
  - Полк округа Камберденд, полк. Джеймс Данлап
- Бригада пенсильванского ополчения, бригадный генерал Джеймс Ирвин
  - Полк округа Филадельфия, подп. Джонатан Смит
  - Полк округа Честер, полк. Уильям Эванс
  - Полк округа Ланкастер, полк. Филип Гринвальт
  - Полк округа Ланкастер, полк. Александр Лоури
  - Полк округа Нортгемптон, полк. Дэвид Адри

Дивизия генерал-майора Натаниеля Грина (2500 чел.)
- 1-я Вирджинская бригада, бригадный генерал Питер Мюленберг
  - 1-й Вирджинский пехотный полк, полк. Джеймс Хэндрикс
  - 5-й Вирджинский пехотный полк, полк. Джозайя Паркер
  - 9-й Вирджинский пехотный полк, полковник Джордж Мэтьюз[англ.]
  - 13-й Вирджинский пехотный полк, полк. Уильям Расселл
  - Немецкий батальон (в списке Харриса не указан)
- 2-я Вирджинская бригада, бригадный генерал Джордж Уидон[англ.]
  - 2-й Вирджинский пехотный полк, полк. Александр Спотсвуд
  - 6-й Вирджинский пехотный полк, полк. Томас Эллиот
  - 10-й Вирджинский пехотный полк, полк Эдвард Стивенс
  - 14-й Вирджинский пехотный полк, полк. Чарльз Льюис
  - Пенсильванский пехотный полк, полк. Уолтер Стюарт[англ.]

Дивизия бригадного генерала Энтони Уэйна (2000 чел.)
- 1-я Пенсильванская бригада, полковник Томас Хартли
  - 1-й Пенсильванский полк, полк. Джеймс Чемберс
  - 2-й Пенсильванский полк, полк. май. Уильям Уильямс
  - 7-й Пенсильванский полк, подп. Дэвид Гриер
  - 10-й Пенсильванский полк, полк. Джордж Нэгел
  - полк Хартли, подп. Морган Коннор
- 2-я Пенсильванская бригада, полковник Ричард Хамптон[англ.]
  - 4-й Пенсильванский полк, подполк. Уильям Батлер
  - 5-й Пенсильванский полк, полк. Фрэнсис Джонстон
  - 8-й Пенсильванский полк, полк. Дэниел Бродхэд
  - 11-й Пенсильванский полк, май. Фрэнсис Ментгис

Отдельные подразделения:
- Артиллерия полковника Томаса Проктора[англ.], 4 орудия в редуте у Чаддс-Форд.
- Легкопехотный корпус генерала Уильяма Максвелла
- Бригада лёгких драгун (без командира)
  - Континентальные драгуны Блэнда, полк. Теодорик Блэнд[англ.]
  - Континентальные драгуны Шелдона, полк. Элиша Шелдон
  - Континентальные драгуны Бёрда, подп. Фрэнсис Бёрд
  - Континентальные драгуны Уайта, подп. Энтони Уайт
- Северокаролинская бригада бригадного генерала Фрэнсиса Нэша (1094 чел.)
  - 1-й Северокаролинский полк, полковник Томас Кларк
  - 2-й Северокаролинский полк, полковник Александер Мартин
  - 3-й Северокаролинский полк, полковник Джетро Самнер[англ.]
  - 4-й Северокаролинский полк, полковник Томас Полк
  - 5-й Северокаролинский полк, полковник Эдвард Банкомб
  - 6-й Северокаролинский полк, полковник Гидеон Лэмб
  - 7-й Северокаролинский полк, полковник Джеймс Хоган
  - 8-й Северокаролинский полк, подп. Сэмюэл Локхарт
  - 9-й Северокаролинский полк, (командир неизвестен)

### Правое крыло
Дивизия генерал-майора Джона Саливана
- 1-я Мэрилендская бригада (бригада Смоллвуда[англ.]), командир неизвестен, вероятно, полковник Стоун[2]
  - 1-й Мэрилендский полк[англ.], полк. Джон Стоун[англ.]
  - 3-й Мэрилендский полк, подп. Натаниель Рэмси
  - 7-й Мэрилендский полк, полк. Джон Ганби[англ.]
  - 1-й Дэлаверский полк, полковник Дэвид Холл
- 2-я Мэрилендская бригада, бригадный генерал Прёдомм де Борр[англ.]
  - 2-й Мэрилендский полк, полк. Томас Прайс
  - 4-й Мэрилендский полк, полк. Джозайя Холл
  - 6-й Мэрилендский полк, подп Бенжамин Форд
  - 2-й Канадский полк, полковник Мозес Хэйзен

Дивизия генерал-майора Адама Стивена
- 3-я Вирджинская бригада, бригадный генерал Уильям Вудфорд
  - 3-й Вирджинский полк, полк. Томас Маршалл
  - 7-й Вирджинский полк, полк. Александр Маккланахан, май. Джон Кроппер
  - 11-й Вирджинский полк, подп. Кристиан Фебингер
  - 15-й Вирджинский полк, полк. Дэвид Мэйсон
- 4-я Вирджинская бригада, бригадный генерал Чарльз Скотт
  - 4-й Вирджинский полк, полк. Роберт Лоусон
  - 8-й Вирджинский полк[англ.], полк. Эбрахам Боуман[англ.]
  - 12-й Вирджинский полк, полк. Джеймс Вуд
  - Полк Грейсона, полк. Уильям Грейсон
  - Полк Паттона, полк. Джон Паттон

Дивизия генерал-майора лорда Стирлинга
- Нью-Джерсийская бригада, бригадный генерал Уильям Максвелл
- 3-я Пенсильванская бригада, бригадный генерал Томас Конвей